# Lijst van graven van Megen
Dit is een lijst van graven van Megen.

## Huis Megen
- ????-????: Willem I
- 1285-1323: Jan I
- 1323-1347: Jan II
- 1347-1358: Willem II
- 1358-1417: Jan III
- 1417-1420: Elisabeth

## HuisDickbier
- 1420-1430: Hendrik
- 1430-1438: Jan IV
- 1438-1469: Jan V

## Huis Brimeu
- 1469-1477: Gwijde
- 1477-1515: Adriaan
- 1515-1547: Eustaas
- 1547-1572: Karel I
- 1572-1605: Maria

## HuisCroÿ
- 1610-1616: Frans Hendrik
- 1616-1643: Honorine
- 1644-1666: Albert Frans

## HuisVehlen
- 1666-1675: Alexander
- 1675-1689: Ferdinand Godfried
- 1689-1697: Alexander Otto

## HuisWittelsbach
- 1697-1716: Johan Willem
- 1716-1728: Karel Filips

## HuisSchall von Bell
- 1728-1741: Maximiliaan Damiaan
- 1741-1781: Ferdinand
- 1781-1794: Karel II